# Joseph Oscar Irwin
Joseph Oscar Irwin (1898–1982) – brytyjski statystyk. Wniósł istotny wkład w rozwój biostatystyki. Pełnił funkcję przewodniczącego Królewskiego Towarzystwa Statystycznego w latach 1962-1964. Był również członkiem wielu innych stowarzyszeń naukowych, w tym International Statistical Institute, czy Biometric Society (obecnie znane jako International Biometric Society).
Od 1928 r. Irwin pracował Stacji Eksperymentalna Rothamsted, gdzie jego przełożonym był Ronald Fisher. Współpracował naukowo również z Karlem Pearsonem.